# Markovac (Daruvar)
Pour les articles homonymes, voir Markovac.
Markovac est un village appartenant à la municipalité de Daruvar et située dans le comitat de Bjelovar-Bilogora en Croatie. En 2021, le village compte 71 habitants.